# 아오바 (열차)
아오바(일본어: あおば)는 1982년부터 동일본 여객철도가 운영하는 도호쿠 신칸센에서 운행개시된 고속열차로 아오바의 어원은 일본어로 녹색잎을 의미한다.

## 역사

### 일본국유철도시절
1945년 11월 20일에 우에노에서 센다이를 오가는 급행열차로 신설되었다. 1965년에 키타카미(일본어: き た か み)로 명칭이 변경되면서 사라졌다. 1971년 3월 20일에 센다이에서 아키타를 오가는 특급열차로 개통되었다가 1975년 11월 24일에 운행이 중단되었다.

### 신칸센 시절
1982년에 도호쿠 신칸센의 개통으로 센다이에서 오미야를 오가는 노선이 되었다. 이후 도쿄 ~ 우에노 구간이 연장과 동시에 도호쿠 신칸센의 전역에 정차하는 노선으로 200계 차량 중 E,G 편성으로 운행했다. 1994년에 E1계를 도입했다. 그러나 도호쿠 신칸센의 전역 정차로 운행하는 운영상 비효율이 많을 수밖에 없었고, 효율성을 높이기 위해 수도권 근교의 통근 권역으로 구간을 줄이는 방안이 추진되었다. 1995년에 나스노의 도입으로 일부 편수가 감소되었고 1997년 10월 1일에 야마비코와 통합되었다.

## 기타 유형

### Max 아오바
Max 아오바(일본어: Max あおば)는 아오바 2층 차량을 이용하는 고속열차의 명칭으로 주로 E1계 차량을 의미한다.

## 정차역
| ●                              | ● | ● | ● | ● | ● | ● | ● | ● | ● | ● |
| ●＝정차；■＝일부 정차；↔＝통과 |   |   |   |   |   |   |   |   |   |   |

## 운행 열차

### 퇴역 및 과거 운행 열차
- 200계
- E1계 (Max 아오바)

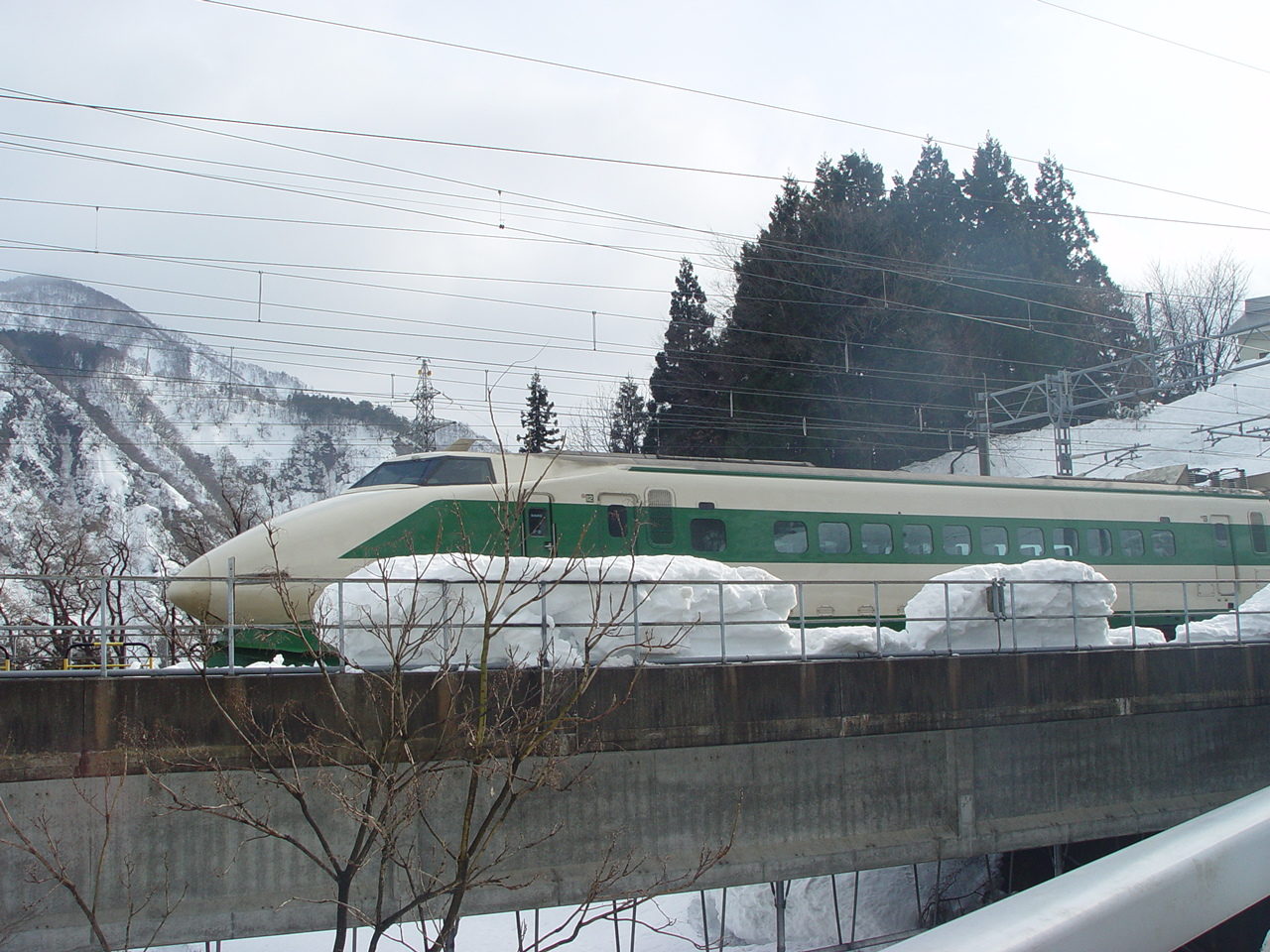
신칸센 200계
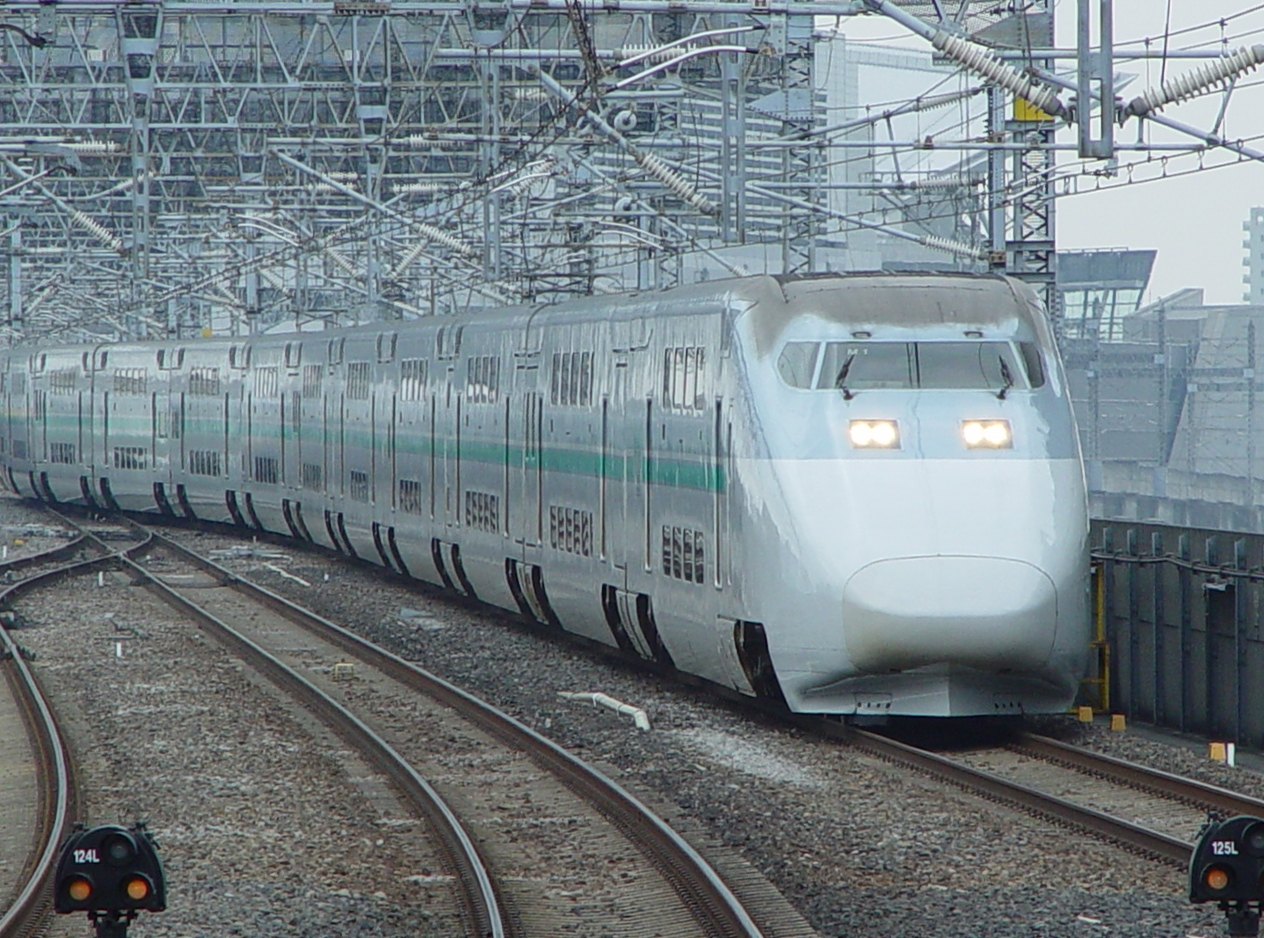
신칸센 E1계

## 객차 구성

#### 200계 E편성
| 호차 | 1    | 2    | 3    | 4    | 5       | 6    | 7      | 8    | 9      | 10   | 11   | 12   |
| ---- | ---- | ---- | ---- | ---- | ------- | ---- | ------ | ---- | ------ | ---- | ---- | ---- |
| 번호 | 221  | 226  | 225  | 226  | 225-400 | 226  | 215    | 226  | 237    | 226  | 225  | 222  |
| 좌석 | 표준 | 표준 | 표준 | 표준 | 표준    | 표준 | 그린차 | 표준 | 식당차 | 표준 | 표준 | 표준 |

#### 200계 G편성
| 호차 | 1    | 2    | 3       | 4    | 5      | 6    | 7      | 8    |
| ---- | ---- | ---- | ------- | ---- | ------ | ---- | ------ | ---- |
| 번호 | 221  | 226  | 225-400 | 226  | 215    | 226  | 237    | 222  |
| 좌석 | 표준 | 표준 | 표준    | 표준 | 그린차 | 표준 | 식당차 | 표준 |